# هسدي جرجس
هسدي جرجس هو لاعب كيك بوكسينغ وفنون قتال مختلطة ولد في 20 فبراير 1984.